# Diriyya E-Prix 2019
Der Diriyya E-Prix 2019 (offiziell: 2019 Saudi Diriyah E-Prix) fand am 22. und 23. November auf der Formel-E-Rennstrecke Diriyya in Diriyya, einem Vorort von Riad in Saudi-Arabien statt und war das erste sowie das zweite Rennen der FIA-Formel-E-Meisterschaft 2019/20. Es handelte sich um den zweiten Diriyya E-Prix sowie um den Saisonauftakt der sechsten Saison der FIA-Formel-E-Meisterschaft.

## Bericht

### Hintergrund
Mercedes debütierte beim Diriyya E-Prix in der FIA-Formel-E-Meisterschaft, das Team trat die Nachfolge von HWA Racelab an. Auch Porsche bestritt seine ersten Rennen in der Meisterschaft.
James Calado, Nyck de Vries, Brendon Hartley und Nico Müller debütierten in der Rennserie. Neel Jani und Ma Qinghua kehrten als Stammfahrer in die FIA-Formel-E-Meisterschaft zurück. António Félix da Costa (Techeetah), Maximilian Günther (Andretti) und André Lotterer (Porsche) bestritten die ersten Rennen für ihre neuen Teams.
Mit Félix da Costa (einmal) trat ein ehemaliger Sieger zu diesem Rennen an.

### Renntag eins

#### Training
Im ersten freien Training fuhr Robin Frijns mit einer Rundenzeit von 1:16,137 Minuten die Bestzeit vor Müller und Sam Bird. Das Training wurde nach Unfällen von Ma Qinghua und Brendon Hartley jeweils kurzzeitig unterbrochen.
Im zweiten freien Training war Bird mit einer Rundenzeit von 1:14,353 Minuten die Bestzeit vor Félix da Costa und Edoardo Mortara. Das Training begann mit einer Verspätung von fünf Minuten, da die Streckenführung in Kurve vier verändert wurde. Hier brach der Asphalt an der Kurveninnenseite auf, was auch für den Unfall von Hartley im ersten freien Training gesorgt hatte.

#### Qualifying
Das Qualifying begann um 11:00 Uhr und fand in vier Gruppen zu je sechs Fahrern statt, jede Gruppe hatte sechs Minuten Zeit, in der die Piloten maximal eine gezeitete Runde mit einer Leistung 200 kW und anschließend maximal eine gezeitete Runde mit einer Leistung von 250 kW fahren durften. Bird war mit einer Rundenzeit von 1:14,946 Minuten Schnellster und erhielt einen daher Punkt.
Die sechs schnellsten Fahrer fuhren anschließend im Superpole genannten Einzelzeitfahren die ersten sechs Positionen aus. Alexander Sims sicherte sich mit einer Rundenzeit von 1:14,563 Minuten die Pole-Position und damit drei Punkte. Die weiteren Positionen belegten Stoffel Vandoorne, de Vries, Edoardo Mortara, Bird und Jérôme D’Ambrosio.
Calado und Müller wurde wegen Verstößen gegen die Parc-fermé-Bestimmungen disqualifiziert. Ihre Teams hatten nach Unfällen im Qualifying Reparaturarbeiten an den Fahrzeugen vorgenommen.

#### Rennen
Das Rennen ging über eine Zeit von 45 Minuten zuzüglich einer Runde. Jeder Fahrer musste den Attack-Mode zweimal aktivieren, nach der Aktivierung leistete das Fahrzeug für eine Zeit von vier Minuten maximal 235 kW statt 200 kW. Müller nahm am Rennen nicht teil, da sein Fahrzeug nicht rechtzeitig repariert werden konnte.
Bird gewann das Rennen vor Lotterer und Vandoorne. Es war der neunte Sieg für Bird in der FIA-Formel-E-Meisterschaft. Er wurde somit zum ersten Fahrer, der in jeder der ersten sechs Saisons der Rennserie mindestens ein Rennen gewann. Die restlichen Punkteplatzierungen belegten Oliver Rowland, Robin Frijns, de Vries, Mortara, Sims, D’Ambrosio und Mitch Evans. Der Punkt für die schnellste Rennrunde unter den ersten Zehn ging ebenfalls an Evans.

### Renntag zwei

#### Training
Am zweiten Renntag gab es nur ein freies Training. Hier war Félix da Costa mit einer Rundenzeit von 1:11,084 Minuten Schnellster vor Bird und Sims.

#### Qualifying
Das Qualifying begann um 11:00 Uhr und fand in vier Gruppen zu je sechs Fahrern statt. Jede Gruppe hatte sechs Minuten Zeit, in der die Piloten maximal eine gezeitete Runde mit einer Leistung 200 kW und anschließend maximal eine gezeitete Runde mit einer Leistung von 250 kW fahren durften. Félix da Costa war mit einer Rundenzeit von 1:11,418 Minuten Schnellster und erhielt daher einen Punkt.
Die sechs schnellsten Fahrer fuhren anschließend im Superpole genannten Einzelzeitfahren die ersten sechs Positionen aus. Sims sicherte sich mit einer Rundenzeit von 1:11,476 Minuten die Pole-Position und damit drei Punkte. Es war das erste Mal in der Geschichte der Rennserie, dass ein Fahrer drei Pole-Positions in Folge erzielte. Die weiteren Positionen belegten Sébastien Buemi, Lucas di Grassi, Evans, D’Ambrosio und Félix da Costa.
Evans wurde in der Superpole disqualifiziert, da sein Fahrzeug unterhalb des Mindestgewichtes lag. Er startete somit von Position sechs.

#### Rennen
Das Rennen ging über eine Zeit von 45 Minuten zuzüglich einer Runde. Jeder Fahrer musste den Attack-Mode erneut zweimal aktivieren, nach der Aktivierung leistete das Fahrzeug für eine Zeit von vier Minuten maximal 235 kW statt 200 kW.
Sims gewann das Rennen vor di Grassi und Vandoorne. Es war der erste Sieg für Sims in der FIA-Formel-E-Meisterschaft. Die restlichen Punkteplatzierungen belegten Mortara, Rowland, Daniel Abt, Calado, Vergne, Hartley und Félix da Costa. Der Zusatzpunkt für die schnellste Rennrunde unter den ersten Zehn ging an Félix da Costa.

## Meldeliste
Alle Teams und Fahrer verwendeten Reifen von Michelin.
| Team                                     | Fahrzeug                         | Nr. | Fahrer                 |
| ---------------------------------------- | -------------------------------- | --- | ---------------------- |
| DS Techeetah                             | DS E-Tense FE20                  | 13  | António Félix da Costa |
| DS Techeetah                             | DS E-Tense FE20                  | 25  | Jean-Éric Vergne       |
| Audi Sport ABT Schaeffler Formula E Team | Audi e-tron FE06                 | 11  | Lucas di Grassi        |
| Audi Sport ABT Schaeffler Formula E Team | Audi e-tron FE06                 | 66  | Daniel Abt             |
| Envision Virgin Racing                   | Audi e-tron FE06                 | 02  | Sam Bird               |
| Envision Virgin Racing                   | Audi e-tron FE06                 | 04  | Robin Frijns           |
| Nissan e.dams                            | Nissan IM02                      | 22  | Oliver Rowland         |
| Nissan e.dams                            | Nissan IM02                      | 23  | Sébastien Buemi        |
| BMW i Andretti Motorsport                | BMW iFE.20                       | 27  | Alexander Sims         |
| BMW i Andretti Motorsport                | BMW iFE.20                       | 28  | Maximilian Günther     |
| Mahindra Racing                          | Mahindra M6Electro               | 64  | Jérôme D’Ambrosio      |
| Mahindra Racing                          | Mahindra M6Electro               | 94  | Pascal Wehrlein        |
| Panasonic Jaguar Racing                  | Jaguar I-Type IV                 | 20  | Mitch Evans            |
| Panasonic Jaguar Racing                  | Jaguar I-Type IV                 | 51  | James Calado           |
| ROKiT Venturi Racing                     | Mercedes-Benz EQ Silver Arrow 01 | 19  | Felipe Massa           |
| ROKiT Venturi Racing                     | Mercedes-Benz EQ Silver Arrow 01 | 48  | Edoardo Mortara        |
| Mercedes-Benz EQ Formula E Team          | Mercedes-Benz EQ Silver Arrow 01 | 05  | Stoffel Vandoorne      |
| Mercedes-Benz EQ Formula E Team          | Mercedes-Benz EQ Silver Arrow 01 | 17  | Nyck de Vries          |
| Geox Dragon                              | Penske EV-4                      | 06  | Brendon Hartley        |
| Geox Dragon                              | Penske EV-4                      | 07  | Nico Müller            |
| NIO 333 FE Team                          | NIO FE-005                       | 03  | Oliver Turvey          |
| NIO 333 FE Team                          | NIO FE-005                       | 33  | Ma Qinghua             |
| TAG Heuer Porsche Formula E Team         | Porsche 99X Electric             | 18  | Neel Jani              |
| TAG Heuer Porsche Formula E Team         | Porsche 99X Electric             | 36  | André Lotterer         |

## Klassifikationen

### Renntag eins

#### Qualifying
| Pos. | Fahrer                 | Team                                     | Zeit       | Superpole | Start |
| ---- | ---------------------- | ---------------------------------------- | ---------- | --------- | ----- |
| 01   | Alexander Sims         | BMW i Andretti Motorsport                | 1:15,255   | 1:14,563  | 01    |
| 02   | Stoffel Vandoorne      | Mercedes-Benz EQ Formula E Team          | 1:15,151   | 1:14,839  | 02    |
| 03   | Nyck de Vries          | Mercedes-Benz EQ Formula E Team          | 1:15,027   | 1:14,929  | 03    |
| 04   | Edoardo Mortara        | ROKiT Venturi Racing                     | 1:15,254   | 1:15,131  | 04    |
| 05   | Sam Bird               | Envision Virgin Racing                   | 1:14,946   | 1:15,350  | 05    |
| 06   | Jérôme D’Ambrosio      | Mahindra Racing                          | 1:15,273   | 1:15,539  | 06    |
| 07   | André Lotterer         | TAG Heuer Porsche Formula E Team         | 1:15,518   | –         | 07    |
| 08   | Oliver Rowland         | Nissan e.dams                            | 1:15,653   | –         | 08    |
| 09   | Maximilian Günther     | BMW i Andretti Motorsport                | 1:15,680   | –         | 09    |
| 10   | Oliver Turvey          | NIO 333 FE Team                          | 1:16,018   | –         | 10    |
| 11   | Jean-Éric Vergne       | DS Techeetah                             | 1:16,129   | –         | 11    |
| 12   | Robin Frijns           | Envision Virgin Racing                   | 1:16,200   | –         | 12    |
| 13   | Pascal Wehrlein        | Mahindra Racing                          | 1:16,200   | –         | 13    |
| 14   | Sébastien Buemi        | Nissan e.dams                            | 1:16,243   | –         | 14    |
| 15   | Daniel Abt             | Audi Sport ABT Schaeffler Formula E Team | 1:16,264   | –         | 15    |
| 16   | Mitch Evans            | Panasonic Jaguar Racing                  | 1:16,532   | –         | 16    |
| 17   | Felipe Massa           | ROKiT Venturi Racing                     | 1:16,583   | –         | 17    |
| 18   | Brendon Hartley        | Geox Dragon                              | 1:17,074   | –         | 18    |
| 19   | Lucas di Grassi        | Audi Sport ABT Schaeffler Formula E Team | 1:17,213   | –         | 19    |
| 20   | Neel Jani              | TAG Heuer Porsche Formula E Team         | 1:17,745   | –         | 20    |
| 21   | António Félix da Costa | DS Techeetah                             | 1:18,613   | –         | 21    |
| 22   | Ma Qinghua             | NIO 333 FE Team                          | 1:21,701   | –         | 22    |
| –    | Nico Müller            | Geox Dragon                              | keine Zeit | –         | 23    |
| –    | James Calado           | Panasonic Jaguar Racing                  | keine Zeit | –         | 24    |

Anmerkungen
1. ↑  Müller wurde wegen Verstoßes gegen die Parc-fermé-Bestimmungen disqualifiziert. Sein Team hatte nach einem Unfall im Qualifying Reparaturarbeiten am Wagen vorgenommen.
2. ↑  Calado wurde wegen Verstoßes gegen die Parc-fermé-Bestimmungen disqualifiziert. Sein Team hatte nach einem Unfall im Qualifying Reparaturarbeiten am Wagen vorgenommen.

#### Rennen
| Pos. | Fahrer                 | Team                                     | Runden | Zeit      | Start | Schnellste Runde |
| ---- | ---------------------- | ---------------------------------------- | ------ | --------- | ----- | ---------------- |
| 01   | Sam Bird               | Envision Virgin Racing                   | 34     | 46:17,371 | 05    | 1:14,119 (21.)   |
| 02   | André Lotterer         | TAG Heuer Porsche Formula E Team         | 34     | + 1,319   | 07    | 1:14,344 (25.)   |
| 03   | Stoffel Vandoorne      | Mercedes-Benz EQ Formula E Team          | 34     | + 1,672   | 02    | 1:14,902 (28.)   |
| 04   | Oliver Rowland         | Nissan e.dams                            | 35     | + 1,944   | 08    | 1:14,403 (25.)   |
| 05   | Robin Frijns           | Envision Virgin Racing                   | 34     | + 3,983   | 12    | 1:14,274 (26.)   |
| 06   | Nyck de Vries          | Mercedes-Benz EQ Formula E Team          | 34     | + 4,560   | 03    | 1:14,360 (26.)   |
| 07   | Edoardo Mortara        | ROKiT Venturi Racing                     | 34     | + 5,122   | 04    | 1:14,717 (25.)   |
| 08   | Alexander Sims         | BMW i Andretti Motorsport                | 34     | + 5,715   | 01    | 1:14,331 (25.)   |
| 09   | Jérôme D’Ambrosio      | Mahindra Racing                          | 34     | + 6,628   | 06    | 1:15,045 (21.)   |
| 10   | Mitch Evans            | Panasonic Jaguar Racing                  | 34     | + 7,048   | 16    | 1:13,947 (22.)   |
| 11   | Pascal Wehrlein        | Mahindra Racing                          | 34     | + 7,460   | 13    | 1:14,511 (16.)   |
| 12   | Felipe Massa           | ROKiT Venturi Racing                     | 34     | + 8,166   | 17    | 1:14,271 (24.)   |
| 13   | Lucas di Grassi        | Audi Sport ABT Schaeffler Formula E Team | 34     | + 8,404   | 19    | 1:14,253 (23.)   |
| 14   | António Félix da Costa | DS Techeetah                             | 34     | + 8,853   | 21    | 1:13,998 (27.)   |
| 15   | Oliver Turvey          | NIO 333 FE Team                          | 34     | + 10,172  | 10    | 1:15,053 (18.)   |
| 16   | James Calado           | Panasonic Jaguar Racing                  | 34     | + 11,572  | 24    | 1:15,620 (20.)   |
| 17   | Neel Jani              | TAG Heuer Porsche Formula E Team         | 34     | + 15,429  | 20    | 1:15,447 (27.)   |
| 18   | Maximilian Günther     | BMW i Andretti Motorsport                | 34     | + 25,662  | 09    | 1:14,666 (24.)   |
| 19   | Brendon Hartley        | Geox Dragon                              | 34     | + 52,219  | 18    | 1:15,984 (20.)   |
| 20   | Ma Qinghua             | NIO 333 FE Team                          | 34     | + 1 Runde | 22    | 1:16,620 (33.)   |
| –    | Daniel Abt             | Audi Sport ABT Schaeffler Formula E Team | 29     | DNF       | 15    | 1:13,742 (22.)   |
| –    | Jean-Éric Vergne       | DS Techeetah                             | 21     | DNF       | 11    | 1:14,992 (16.)   |
| –    | Sébastien Buemi        | Nissan e.dams                            | 3      | DNF       | 14    | 1:24,411 (01.)   |
| –    | Nico Müller            | Geox Dragon                              | 0      | DNS       | 23    | –                |

Anmerkungen
1. ↑  Hartley erhielt nachträglich eine 10-Sekunden-Zeitstrafe, da sein Attack-Mode noch nicht abgelaufen war, als er die Zielflagge sah.
2. ↑  Ma erhielt nachträglich eine Durchfahrtstrafe, die in eine Zeitstrafe von 24 Sekunden umgewandelt wurde, weil die Leistungsabgabe aus dem Batteriesystem nicht dem entsprach, was bei der Homologation der sogenannten „Throttle-Map“ angegeben wurde.

### Renntag zwei

#### Qualifying
| Pos. | Fahrer                 | Team                                     | Zeit     | Superpole  | Start |
| ---- | ---------------------- | ---------------------------------------- | -------- | ---------- | ----- |
| 01   | Alexander Sims         | BMW i Andretti Motorsport                | 1:11,858 | 1:11,476   | 01    |
| 02   | Sébastien Buemi        | Nissan e.dams                            | 1:11,774 | 1:11,696   | 02    |
| 03   | Lucas di Grassi        | Audi Sport ABT Schaeffler Formula E Team | 1:11,939 | 1:11,784   | 03    |
| 04   | Jérôme D’Ambrosio      | Mahindra Racing                          | 1:11,835 | 1:12,093   | 04    |
| 05   | António Félix da Costa | DS Techeetah                             | 1:11,418 | 1:14,134   | 05    |
| 06   | Mitch Evans            | Panasonic Jaguar Racing                  | 1:11,972 | keine Zeit | 06    |
| 07   | Sam Bird               | Envision Virgin Racing                   | 1:12,007 | –          | 07    |
| 08   | Edoardo Mortara        | ROKiT Venturi Racing                     | 1:12,008 | –          | 08    |
| 09   | Maximilian Günther     | BMW i Andretti Motorsport                | 1:12,051 | –          | 09    |
| 10   | André Lotterer         | TAG Heuer Porsche Formula E Team         | 1:12,153 | –          | 10    |
| 11   | Jean-Éric Vergne       | DS Techeetah                             | 1:12,327 | –          | 24    |
| 12   | Stoffel Vandoorne      | Mercedes-Benz EQ Formula E Team          | 1:12,422 | –          | 11    |
| 13   | Robin Frijns           | Envision Virgin Racing                   | 1:12,454 | –          | 12    |
| 14   | Pascal Wehrlein        | Mahindra Racing                          | 1:12,635 | –          | 13    |
| 15   | Daniel Abt             | Audi Sport ABT Schaeffler Formula E Team | 1:12,642 | –          | 14    |
| 16   | Felipe Massa           | ROKiT Venturi Racing                     | 1:12,656 | –          | 15    |
| 17   | Oliver Rowland         | Nissan e.dams                            | 1:12,660 | –          | 16    |
| 18   | Oliver Turvey          | NIO 333 FE Team                          | 1:12,671 | –          | 17    |
| 19   | Neel Jani              | TAG Heuer Porsche Formula E Team         | 1:12,732 | –          | 18    |
| 20   | Brendon Hartley        | Geox Dragon                              | 1:13,182 | –          | 19    |
| 21   | Ma Qinghua             | NIO 333 FE Team                          | 1:13,205 | –          | 20    |
| 22   | James Calado           | Panasonic Jaguar Racing                  | 1:13,430 | –          | 21    |
| 23   | Nico Müller            | Geox Dragon                              | 1:13,703 | –          | 22    |
| 24   | Nyck de Vries          | Mercedes-Benz EQ Formula E Team          | 1:14,082 | –          | 23    |

Anmerkungen
1. ↑  Mitch Evans wurde wegen eines untergewichtigen Fahrzeugs in der Superpole disqualifiziert.
2. ↑  Vergne wurde wegen eines Batteriewechsels um 20 Startplätze nach hinten versetzt. Da er nur um 13 dieser 20 Plätze versetzt werden konnte und noch sieben Positionen übrig blieben, erhielt er für das Rennen eine zusätzliche 10-Sekunden-Zeitstrafe, die am Rennende auf sein Ergebnis addiert werden sollte.

#### Rennen
| Pos. | Fahrer                 | Team                                     | Runden | Zeit       | Start | Schnellste Runde |
| ---- | ---------------------- | ---------------------------------------- | ------ | ---------- | ----- | ---------------- |
| 01   | Alexander Sims         | BMW i Andretti Motorsport                | 30     | 46:48,327  | 01    | 1:13,088 (19.)   |
| 02   | Lucas di Grassi        | Audi Sport ABT Schaeffler Formula E Team | 30     | + 2,817    | 03    | 1:12,499 (19.)   |
| 03   | Stoffel Vandoorne      | Mercedes-Benz EQ Formula E Team          | 30     | + 3,581    | 11    | 1:12,713 (12.)   |
| 04   | Edoardo Mortara        | ROKiT Venturi Racing                     | 30     | + 4,294    | 08    | 1:13,141 (25.)   |
| 05   | Oliver Rowland         | Nissan e.dams                            | 30     | + 5,475    | 16    | 1:13,141 (30.)   |
| 06   | Daniel Abt             | Audi Sport ABT Schaeffler Formula E Team | 30     | + 16,942   | 14    | 1:13,514 (26.)   |
| 07   | James Calado           | Panasonic Jaguar Racing                  | 30     | + 17,221   | 21    | 1:13,678 (26.)   |
| 08   | Jean-Éric Vergne       | DS Techeetah                             | 30     | + 19,394   | 24    | 1:12,810 (30.)   |
| 09   | Brendon Hartley        | Geox Dragon                              | 30     | + 20,702   | 19    | 1:13,070 (29.)   |
| 10   | António Félix da Costa | DS Techeetah                             | 30     | + 22,634   | 05    | 1:12,481 (30.)   |
| 11   | Maximilian Günther     | BMW i Andretti Motorsport                | 30     | + 25,383   | 09    | 1:12,788 (19.)   |
| 12   | Sébastien Buemi        | Nissan e.dams                            | 30     | + 26,291   | 02    | 1:12,614 (28.)   |
| 13   | Neel Jani              | TAG Heuer Porsche Formula E Team         | 30     | + 27,493   | 18    | 1:13,909 (25.)   |
| 14   | André Lotterer         | TAG Heuer Porsche Formula E Team         | 30     | + 29,046   | 10    | 1:13,114 (25.)   |
| 15   | Pascal Wehrlein        | Mahindra Racing                          | 30     | + 35,290   | 13    | 1:13,207 (26.)   |
| 16   | Nyck de Vries          | Mercedes-Benz EQ Formula E Team          | 30     | + 36,318   | 23    | 1:13,041 (30.)   |
| 17   | Felipe Massa           | ROKiT Venturi Racing                     | 30     | + 45,758   | 15    | 1:13,156 (29.)   |
| 18   | Mitch Evans            | Panasonic Jaguar Racing                  | 30     | + 1:01,105 | 06    | 1:13,324 (29.)   |
| 19   | Ma Qinghua             | NIO 333 FE Team                          | 30     | + 1:28,165 | 20    | 1:14,216 (25.)   |
| –    | Nico Müller            | Geox Dragon                              | 28     | DNF        | 22    | 1:14,344 (24.)   |
| –    | Robin Frijns           | Envision Virgin Racing                   | 18     | DNF        | 12    | 1:14,261 (13.)   |
| –    | Sam Bird               | Envision Virgin Racing                   | 13     | DNF        | 07    | 1:13,031 (12.)   |
| −    | Jérôme D’Ambrosio      | Mahindra Racing                          | 0      | DNS        | 04    | –                |
| DSQ  | Oliver Turvey          | NIO 333 FE Team                          | 30     | DSQ        | 17    | 1:13,838 (28.)   |

Anmerkungen
1. ↑  Günther erhielt nachträglich eine Durchfahrtstrafe, die in eine Zeitstrafe von 24 Sekunden umgewandelt wurde, weil er ein unerlaubtes Überholmanöver während einer Safety-Car-Phase begangen hatte.
2. ↑  Buemi erhielt nachträglich eine Zeitstrafe von zehn Sekunden, weil er nach einer Kollision in gefährlicher Weise wieder losgefahren war.
3. ↑  Lotterer erhielt nachträglich eine Durchfahrtstrafe, die in eine Zeitstrafe von 24 Sekunden umgewandelt wurde, weil er ein unerlaubtes Überholmanöver während einer Safety-Car-Phase begangen hatte.
4. ↑  De Vries erhielt nachträglich eine Zeitstrafe von fünf Sekunden, da das Team bei seinem Wagen den „Battery Software Implementation Guide“ nicht eingehalten hatte. Zusätzlich erhielt er nachträglich eine Durchfahrtstrafe, die in eine Zeitstrafe von 24 Sekunden umgewandelt wurde, weil er ein unerlaubtes Überholmanöver während einer Safety-Car-Phase begangen hatte.
5. ↑  Massa erhielt nachträglich eine Durchfahrtstrafe, die in eine Zeitstrafe von 24 Sekunden umgewandelt wurde, weil er in der Boxengasse zu schnell gefahren war.
6. ↑  Evans erhielt nachträglich eine Durchfahrtstrafe, die in eine Zeitstrafe von 24 Sekunden umgewandelt wurde, weil er ein unerlaubtes Überholmanöver während einer Safety-Car-Phase begangen hatte.
7. ↑  Ma erhielt eine Zeitstrafe von fünf Sekunden, da seine Batterie nur zu 96 Prozent aufgeladen war, als er in der Startaufstellung stand. Er erhielt Durchfahrtsstrafe, die in eine Zeitstrafe von 24 Sekunden umgewandelt wurde, weil er ein unerlaubtes Überholmanöver während einer Safety-Car-Phase begangen hatte.
8. ↑  Frijns erhielt nachträglich eine Durchfahrtstrafe, die in eine Zeitstrafe von 24 Sekunden umgewandelt wurde, weil er ein unerlaubtes Überholmanöver während einer Safety-Car-Phase begangen hatte.
9. ↑  Turvey wurde disqualifiziert, weil er mehr als die maximal erlaubte Energiemenge verbraucht hatte.

## Meisterschaftsstände nach den Rennen
Die ersten Zehn des Rennens bekamen 25, 18, 15, 12, 10, 8, 6, 4, 2 bzw. 1 Punkt(e). Zusätzlich gab es drei Punkte für die Pole-Position, einen Punkt für den schnellsten Fahrer nach der Qualifying-Gruppenphase und einen Punkt für den Fahrer unter den ersten Zehn, der die schnellste Rennrunde erzielte.

### Fahrerwertung
| Pos. | Fahrer            | Team                                     | Punkte |
| ---- | ----------------- | ---------------------------------------- | ------ |
| 01   | Alexander Sims    | BMW i Andretti Motorsport                | 35     |
| 02   | Stoffel Vandoorne | Mercedes-Benz EQ Formula E Team          | 30     |
| 03   | Sam Bird          | Envision Virgin Racing                   | 26     |
| 04   | Oliver Rowland    | Nissan e.dams                            | 22     |
| 05   | Lucas di Grassi   | Audi Sport ABT Schaeffler Formula E Team | 18     |
| 06   | André Lotterer    | TAG Heuer Porsche Formula E Team         | 18     |
| 07   | Edoardo Mortara   | ROKiT Venturi Racing                     | 18     |
| 08   | Robin Frijns      | Envision Virgin Racing                   | 10     |
| 09   | Nyck de Vries     | Mercedes-Benz EQ Formula E Team          | 8      |
| 10   | Daniel Abt        | Audi Sport ABT Schaeffler Formula E Team | 8      |
| 11   | James Calado      | Panasonic Jaguar Racing                  | 6      |
| 12   | Jean-Éric Vergne  | DS Techeetah                             | 4      |

| Pos. | Fahrer                 | Team                             | Punkte |
| ---- | ---------------------- | -------------------------------- | ------ |
| 13   | António Félix da Costa | DS Techeetah                     | 3      |
| 14   | Brendon Hartley        | Geox Dragon                      | 2      |
| 15   | Jérôme D’Ambrosio      | Mahindra Racing                  | 2      |
| 16   | Mitch Evans            | Panasonic Jaguar Racing          | 2      |
| 17   | Pascal Wehrlein        | Mahindra Racing                  | 0      |
| 18   | Maximilian Günther     | BMW i Andretti Motorsport        | 0      |
| 19   | Felipe Massa           | ROKiT Venturi Racing             | 0      |
| 20   | Sébastien Buemi        | Nissan e.dams                    | 0      |
| 21   | Neel Jani              | TAG Heuer Porsche Formula E Team | 0      |
| 22   | Oliver Turvey          | NIO 333 FE Team                  | 0      |
| 23   | Ma Qinghua             | NIO 333 FE Team                  | 0      |
| 24   | Nico Müller            | Geox Dragon                      | 0      |

### Teamwertung
| Pos. | Team                                     | Punkte |
| ---- | ---------------------------------------- | ------ |
| 01   | Mercedes-Benz EQ Formula E Team          | 38     |
| 02   | Envision Virgin Racing                   | 36     |
| 03   | BMW i Andretti Motorsport                | 35     |
| 04   | Audi Sport ABT Schaeffler Formula E Team | 25     |
| 05   | Nissan e.dams                            | 22     |
| 06   | TAG Heuer Porsche Formula E Team         | 18     |

| Pos. | Team                    | Punkte |
| ---- | ----------------------- | ------ |
| 07   | ROKiT Venturi Racing    | 18     |
| 08   | Panasonic Jaguar Racing | 8      |
| 09   | DS Techeetah            | 7      |
| 10   | Mahindra Racing         | 2      |
| 11   | Geox Dragon             | 2      |
| 12   | NIO 333 FE Team         | 0      |